# Oxygyne shinzatoi
Oxygyne shinzatoi är en enhjärtbladig växtart som först beskrevs av Sumihiko Hatusima, och fick sitt nu gällande namn av C.Abe och Akasawa. Oxygyne shinzatoi ingår i släktet Oxygyne och familjen Burmanniaceae.
Artens utbredningsområde är Nansei-shoto. Inga underarter finns listade i Catalogue of Life.